# トマス・リトルトン (第4代準男爵)
第4代準男爵サー・トマス・リトルトン（英語: Sir Thomas Lyttelton, 4th Baronet、1686年 – 1751年9月14日）は、グレートブリテン王国の政治家。1721年から1741年まで庶民院議員を、1727年から1741年まで下級海軍卿を務めた。

## 生涯
第3代準男爵サー・チャールズ・リトルトンと2に目の妻アン・テンプル（Anne Temple、1718年8月22日没、トマス・テンプルの娘）の息子として、1686年に生まれた。1716年5月2日に父が死去すると、準男爵位を継承した。
1721年3月、ウスターシャー選挙区の補欠選挙でウスターシャーのホイッグ党員の支持を受けて、無投票で当選した。議会では常に与党側で投票し、1727年に下級海軍卿（Lord of Admiralty）に任命された。1733年の消費税法案をめぐり、与党側として賛成票を投じたが、ウスターシャーでの後援者だった第5代コヴェントリー伯爵ウィリアム・コヴェントリーが野党派ホイッグ党に転じたため、1734年イギリス総選挙ではコヴェントリー伯爵がリトルトンへの支援に不熱心であり、リトルトンがウスターシャーで敗れる原因となった。リトルトンは娘婿トマス・ピットの後援によりキャメルフォード選挙区で当選し、議席を失わずに済んだ。1741年イギリス総選挙ではウスターシャー選挙区で息子ジョージを支持し、これを機に1,000ポンドの年金を受け取って庶民院議員と下級海軍卿から引退した。ただし、息子ジョージはウスターシャー選挙区では敗れており、オークハンプトン選挙区の代表として議員を務めた。
1751年9月14日に死去、ハッグリーで埋葬された。息子ジョージが準男爵位を継承した。

## 家族
1708年5月8日、クリスチャン・テンプル（Christian Temple、第3代準男爵サー・リチャード・テンプルの娘）と結婚、6男6女をもうけた。
- ジョージ（1709年 – 1773年） - 第5代準男爵、初代リトルトン男爵（第1期）[5]
- クリスチャン（Christian、1750年6月5日没） - 1731年頃、トマス・ピット（英語版）（1761年没、ロバート・ピット（英語版）の息子）と結婚[6]
- チャールズ（英語版）（1714年 – 1768年） - 聖職者[7]
- アン（1714年 – 1776年） - 1745年1月21日、フランシス・エイスコー（英語版）と結婚、子供あり[8]
- リチャード（英語版）（1718年 – 1770年） - 軍人、庶民院議員[9]
- ウィリアム・ヘンリー（英語版）（1724年 – 1808年） - 第7代準男爵、初代ウェストコート男爵、初代リトルトン男爵（第2期）[10]